# Левкийска епархия
 Тази статия е за историческата и православната епархия.  За римокатолическата вижте Левкийска епархия (Римокатолическа църква).  
Левкийската епархия (на гръцки: Ιερά Επισκοπή Λεύκης) е титулярна епархия на Вселенската и на Българската патриаршия.

## История
През X век Левкийската е най-западната от десетте епископии на Пловдивската митрополия. Център на епископията е град Левки (Λεύκη, Левки, в превод бял), идентифициран с Белово, като Беловската базилика се смята, че е била катедрален храм на епархията. В епархийските списъци е споменат левкийски епископ (на гръцки: ό Λεύκης), чиято епархия е подчинена на Филипополската митрополия.
Епархията не трябва да се бърка с автокефалната епископия, пряко подчинена на Константинополската патриаршия. Тя е засвидетелствана в епархийските списъци като Левка (на гръцки: ή Λευκά). Идентифицира се с руините около село Левка, община Свиленград, според Карел Шкорпил, а е възможна идентификация и с главния град на остров Левкада.
Първият известен епископ е Симеон Левкийски, който участвал в Константинополския църковен събор (879 г.), на който е реабилитиран патриарх Фотий при второто му патриаршестване.
По-късно левкийски е титла, носена от единия викарен епископ на пловдивския митрополит – за такива през първата половина ХІХ веки пишат Стефан Захариев, иконом поп Константин и Георги Цукала. Левкийският епископ Иларион, който служи при митрополитите Никифор, Хрисант и Паисий, е българин гъркоманин. Титулували го още Тополовски, защото тогава се предполагало, че древният Левки е бил при асеновградското село Тополово. Възрожденският просветител Стефан Захариев от Пазарджик е първият, който в по-ново време свързва викарната епископия на Пловдивската митрополия с руините при Голямо Белово.
Левкийски е титулярна епископия на Българската екзархия от 1873 година.
Епископи на Вселенската патриаршия
| Име    | Име    | Управление | Забележка                            |
| ------ | ------ | ---------- | ------------------------------------ |
| Симеон | Συμεών | в 879 г.   | участник на Константинополския събор |

Титулярни епископи на Вселенската патриаршия
| Име        | Име          | Управление                       | Забележка                                                |
| ---------- | ------------ | -------------------------------- | -------------------------------------------------------- |
| Нектарий   | Νεκτάριος    | декември 1786 - 1794 †           | викарий на Пловдивската митрополия                       |
| Калиник    | Καλλίνικος   | август 1794 - май 1815 †         | викарий на Пловдивската митрополия                       |
| Серафим    | Σεραφείμ     | юни 1815 - 1834 †                | викарий на Пловдивската митрополия                       |
| Акакий     | Ακάκιος      | юни 1838 - около 1847 †          | викарий на Пловдивската митрополия                       |
| Иларион    | Ιλαρίων      | декември 1851 – март 1867        | викарий на Пловдивската митрополия, в ксантийски м.      |
| Аверкий    | Αβέρκιος     | 26 октомври 1874 – януари 1881   | в галиполски и мадитоски е.                              |
| Леонтий    | Λεόντιος     | 16 март 1886 – 15 фавруари 1894  | в колонийски м.                                          |
| Поликарп   | Πολύκαρπος   | 6 юни 1894 – 22 октомври 1900    | в еласонски м.                                           |
| Герман     | Γερμανός     | 2 март 1903 – 31 юли 1908        | викарий на Халкидонската митрополия, в струмишки м.      |
| Константин | Κωνσταντίνος | 4 март 1914 – 13 октомври 1922   | викарий на Халкидонската митрополия, в елевтеруполски м. |
| Панкратий  | Παγκράτιος   | 6 ноември 1926 – 5 октомври 1943 | в ганоски и хорски м.                                    |
| Марк       | Μάρκος       | 10 септември 1950 – 11 март 1982 | епископ на албанците в САЩ                               |
| Евмений    | Ευμένιος     | 15 януари 1994 –                 | викарий на Германската епархия.                          |

Титулярни епископи на Българската екзархия и патриаршия
| Име      | Управление                       | Забележка |
| -------- | -------------------------------- | --- |
| Гервасий | 1873 – 1897                      | викарий на Пловдивската митрополия, в сливенски м.                                                                            |
| Варлаам  | 5 юли 1909 – 30 май 1937 †       | викарий на Софийската митрополия, игумен на Рилския манастир                                                                  |
| Климент  | 30 януари 1939 – 8 декември 1940 | ректор на Черепишката семинария, в старозагорски м.                                                                           |
| Партений | 8 април 1945 – 2 март 1982       | викарий на Софийската митрополия, викарий на Американската и австралийска митрополия                                          |
| Неофит   | 8 декември 1985 – 3 април 1994   | викарий на Софийската митрополия, ректор на Духовната академия, главен секретар на Светия синод, в доростолски и червенски м. |
| Павел    | 1 октомври 1998 – 19 януари 2024 | епископ на разположение на Светия синод                                                                                       |
| Климент  | 15 декември 2024 –               | викарий на Американската, канадска и австралийска митрополия                                                                  |